# Dante Rezze
Dante Rezze, nacido el 27 de abril de 1963 en Lyon, es un ciclista francés ya retirado que fue profesional de 1987 a 1996. 
Durante el Tour de Francia 1995, fue uno de los cinco ciclistas implicados en la caída que causó la muerte de Fabio Casartelli. Rezze únicamente sufrió contusiones y tuvo que abandonar la carrera.

## Palmarés
1986
- 1 etapa del Tour de Luxemburgo

## Resultados en las grandes vueltas
| Carrera         | 1987 | 1988 | 1989 | 1990 | 1991 | 1992 | 1993  | 1994 | 1995 | 1996 |
| Giro de Italia  | -    | -    | -    | Ab.  | -    | -    | 117.º | Ab.  | -    | -    |
| Tour de Francia | -    | 100º | -    | -    | -    | Ab.  | -     | -    | Ab.  | -    |
| Vuelta a España | -    | -    | -    | -    | Ab.  | -    | -     | -    | -    | -    |
| Mundial en Ruta | -    | -    | -    | -    | -    | -    | -     | -    | -    | -    |

-: no participa